# Belles heures du duc de Berry

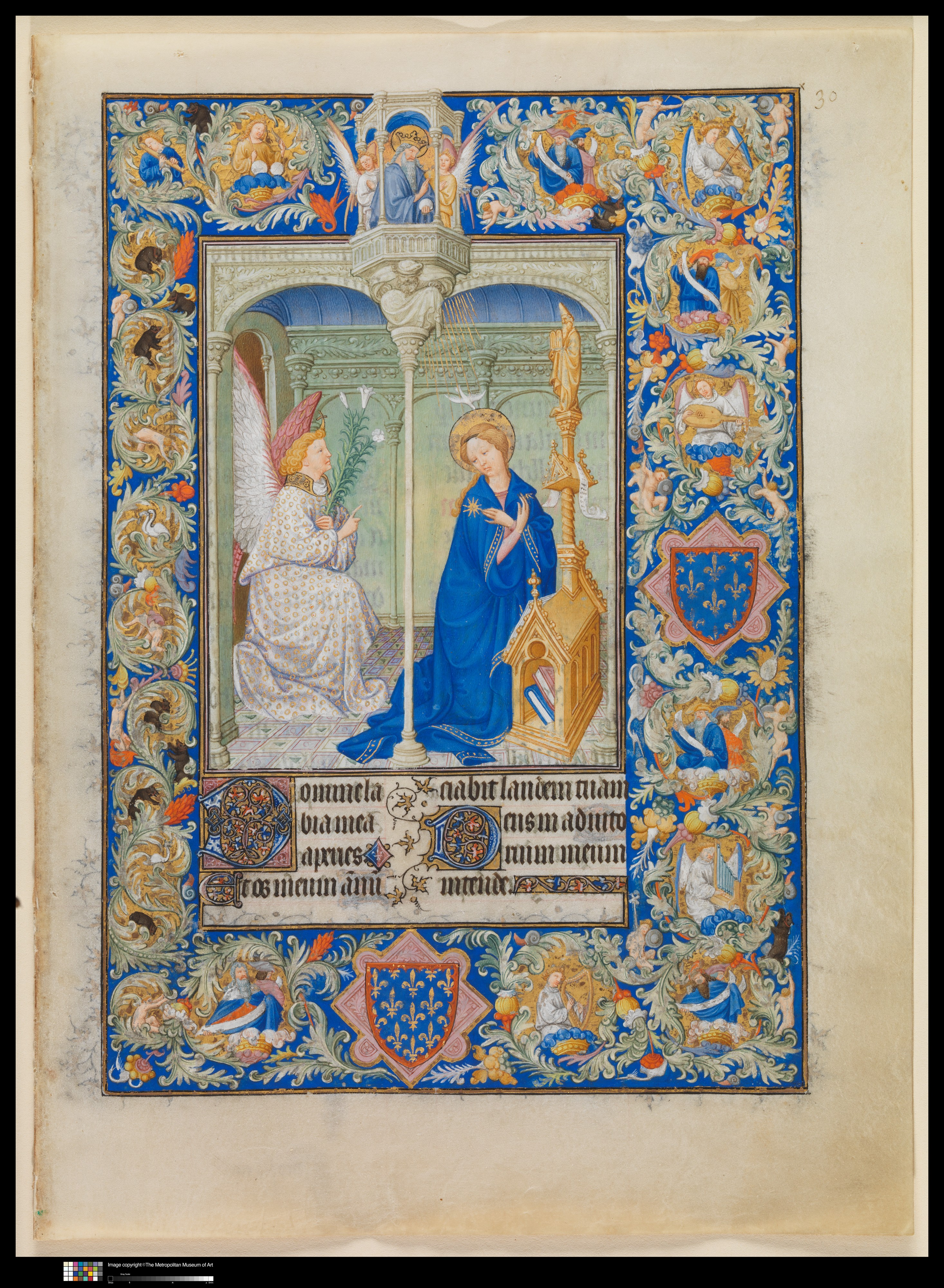
Annunciatie, Belles Heures du Duc de Berry, f30r.

De Belles heures du duc de Berry (Mooie uren van de hertog van Berry) is een getijdenboek uit de vroege 15e eeuw. Het werd verlucht door de gebroeders Van Limburg tussen 1405 en 1409. Het wordt gerekend tot een van de mooiste getijdenboeken die bewaard zijn gebleven en het is nu eigendom van The Metropolitan Museum of Art, Cloisters Collection, waar het wordt bewaard onder het nummer Acc.No.54.1.1.

## Beschrijving
Het handschrift bevat 225 folia in 31 katernen van 238 x 170 mm. Het is gemaakt van zeer fijn kalfsperkament.
Het boek is geschreven in het Latijn, op één sectie na die in het Middelfrans geschreven is. De tekst is geschreven met zwarte inkt in een gotische textura formata. De grootte van het lichaam van de letter, zonder stokken en staarten, bedraagt ca. 4 mm voor de hoofdtekst. De antifonen, verzen, responsen en kapittels zijn in een iets kleinere letter geschreven (ca. 3mm). In de kalender werd de tekst afwisselend in het blauw en het rood geschreven, bijzondere feestdagen of heiligenfeesten werden in goudinkt geschreven. De rubriceringen zijn in het oranjerood, rood, magenta of blauw.
Het tekstblok van de kalender meet 105 x 68 mm en telt 17 lijnen. Op de andere tekstbladzijden meet het tekstblok 132 x 86 mm en heeft het twee kolommen van elk 38 mm breed en 21 lijnen, de centrale marge is 11 mm breed. Alternatief zijn er een aantal onderdelen die naast een miniatuur van 17 lijnen hoog, slechts één kolom bevatten met vier lijnen afwisselend rood en blauw geschreven.
Het manuscript bevat 172 miniaturen, waarvan 94 volblad (17 lijnen hoog, ca. 105 x 86 mm), 54 kolombrede en 24 vignetten.

## Geschiedenis

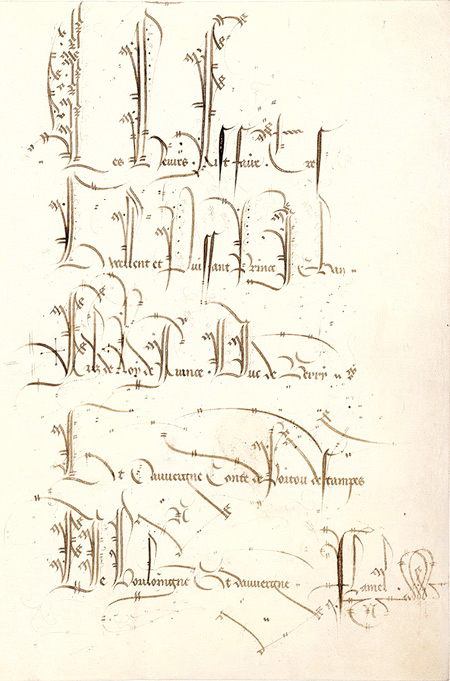
Belles Heures, ex libris van Jean Flamel, secretaris van de hertog

Over de opdrachtgever van het boek kan er weinig twijfel bestaan, in zijn ex libris op folium 1 recto, zegt Jean Flamel: “Les Heures Fist faire. Très Excellent et Puissant Prince Jehan Fils de Roy de France. Duc de Berry Et dauvergne Conte de Poitou destampes De Bouloingne Et dauvergne Flamel”.
De opdrachtgever, Jean de France, duc de Berry, kan ook herkend worden aan zijn wapens, de lelie van het Franse koningshuis in een gekartelde rode boord en aan zijn emblemen, de gewonde zwaan en de beer, die op verschillende plaatsen in het handschrift voorkomen. Zijn motto “le temps venra” is terug te vinden in de linkermarge op de kalenderbladzijde van december.
Les belles heures is een van de werken die we met absolute zekerheid kunnen toewijzen aan een van de boeken in de collectie van de duc de Berry. In een inventaris van 1413, opgesteld door Robinet d'Estampes, wordt het beschreven als:
Item unes belles heures très bien et richement historiées, et au commancement est le kalendrier bien richement escript et historié, et après est historiée la vie et passion de saincte Katherine; et ensuivant sont escriptes les quatre euvangiles et deux oroisons de Nostre Dame; et après commancent les heures de Nostre Dame; et s'ensuivent pluseurs autres heures et oroisons. Et au commancement du second fueillet desdictes heures de Nostre Dame a escript audieritis.
Het tweede folium van de Mariagetijden begint inderdaad met “audieritis” en de beeldcyclus over het leven van Catherina is in geen enkel ander getijdenboek terug te vinden, waaruit we kunnen besluiten dat de vermelding in de inventaris, wel degelijk de belles Heures betreft. Eigenlijk kan men dus zeggen dat Robert d'Estampes het boek zijn naam gegeven heeft.
Na het overlijden van de hertog komt het boek in het bezit van Yolande van Aragón, hertogin van Anjou en echtgenote van Lodewijk II van Anjou die een neef was van de hertog van Berry. Margaret Freeman vertelt hierbij het mooi verhaal, dat Yolande zich het boek liet bezorgen door de testamentaire executeurs van de hertog om het te bekijken en eventueel aan te kopen indien het haar beviel. Het boek werd bezorgd met de boodschap dat het 875 pond tournois (pond van Tours) moest kosten, of wat het Yolande waard was indien het haar beviel. Na lang overwegen en beraad behield Yolande het handschrift en betaalde 300 pond, waarschijnlijk hierin gesteund door haar echtgenoot die de bijzonderste uitvoerder van het testament was.
Na de dood van de hertogin van Anjou in 1443 verdwijnt het boek om slechts terug op te duiken in de 1879 eeuw bij Pierre-Gabriel Bourlier baron d'Ailly die het in 1880 verkoopt aan baron Edmond de Rothschild. Na zijn overlijden komt het boek in het bezit van zijn zoon Maurice Edmond de Rothschild die het in 1954, via de kunsthandelaars Rosenberg and Stiebel, verkoopt aan de Metropolitan Museum of Art, samen met het Getijdenboek van Jeanne d'Évreux voor de som van $ 300,000.

## Inhoud
Het handschrift bevat de volgende secties:
- ff 2rv-13v: Kalender
- ff 15r-20r: Het leven van de heilige Catherina
- ff 20v-25v: Lezingen uit de evangelies van Mattheus, Lucas, Marcus en Johannes
- ff 26v-28v: Gebeden tot de Heilige Maagd
- ff 30r-65v: De getijden van Onze Lieve Vrouw
- ff 66r-72v: De zeven boetepsalmen
- ff 73r-74v: Het leven van Gregorius de Grote
- ff 75r-77v: Litanie van alle Heiligen
- ff 80r-83v: De korte kruisgetijden
- ff 84r-87v: De Kleine getijden van de Heilige Geest
- ff 88r-91r: De vijftien vreugden van de Heilige Maagd
- ff 91v-92v: Gebed tot de Drie-eenheid
- ff 93r-93v: Gebed tot het heilig kruis
- ff 94r-97v: Het leven van de heilige Bruno
- ff 99r-121r: Officie van de doden
- ff 123r-154r: De passiegetijden
- ff 155r-155v: Gebeden tot de Heilige Geest en de Drie-eenheid (Eigenlijk het begin van de suffragia).
- ff 156r-157r: De geschiedenis van Heraclius en het kruis van Christus
- ff157r-182v: Suffragia
- ff 183r-189v: Het leven van de heilige Hiëronymus van Stridon
- ff 191r-194v: Het leven van de heremieten Paulus en Antonius
- ff 195r-210v: Missen voor bijzondere feestdagen
- ff 211r-212v: Het leven van Johannes de Doper
- ff 213r-222v: Missen voor bijzondere feestdagen
- ff-223v-f224v: Gebed voor de reizigers

### De beeldverhalen
Zoals uit de lijst blijkt, bevat dit getijdenboek naast de secties die een normaal getijdenboek uitmaken, een aantal vrij uitzonderlijke onderdelen die slechts in weinig andere getijdenboeken voorkomen, onder meer de Franse gebeden, de missen en het gebed voor de reizigers, maar vooral een aantal heiligenlevens die als beeldverhaal worden verteld en uniek zijn voor het middeleeuwse getijdenboek. In de inhoudslijst zijn deze beeldverhalen cursief weergegeven.
Uit onderzoek bleek dat die beeldverhalen initieel niet voorzien waren maar later aan het programma zijn toegevoegd. Dit kan aangetoond worden met een aantal elementen. Vooreerst zijn er de custoden, dit zijn korte teksten onderaan in de marge op het laatste folium in een katern. Ze hernemen het eerste woord of de eerste woorden van het volgende katern en waren bedoeld om fouten bij het inbinden te voorkomen. Op verschillende plaatsen in het handschrift kan men zien dat de oorspronkelijke volgorde die werd aangegeven door deze custoden is onderbroken voor het tussenvoegen van een beeldverhaal, dit is onder meer het geval met het Leven van de heilige Catherina. Op dezelfde manier kan men vaststellen dat het officie van de doden origineel volgde op de korte getijden van de Heilige Geest.
Maar ook de rubricering toont deze tussenvoegingen aan. Het was gebruikelijk in getijdenboeken om op het einde van de tekst van een gebedsstonde, met een rubricering aan te kondigen wat de volgende tekst behelsde. Een voorbeeld daarvan kan men vinden op het einde van de boetepsalmen (f72v), waar men een rubricering terugvindt “letania” (litanie van alle heiligen), maar de litanie begint pas op folium 75 recto en daartussen vindt men een beeldverhaal met het Leven van de heilige Gregorius. Hetzelfde doet zich trouwens nog op een paar andere plaatsen voor.
Volgens de kunsthistorici waren deze toevoegingen het resultaat van de samenspraak tussen de hertog en de kunstenaars, wat op een bijzondere band tussen opdrachtgever en uitvoerders wijst, die in die tijd zeker niet gebruikelijk was. Normaal was de afstand tussen beide partijen behoorlijk groot.
De originele geplande volgorde van het handschrift zag er waarschijnlijk als volgt uit:
- Kalender
- Lezingen uit de evangelies van Mattheus, Lucas, Marcus en Johannes
- Gebeden tot de Heilige Maagd, het Obsecro te (f24v) en O intemerata (f26v)
- De getijden van Onze Lieve Vrouw
- De zeven boetepsalmen
- De litanie van de heiligen
- De passiegetijden
- De korte kruisgetijden
- De korte getijden van de Heilige Geest
- Officie van de doden
- Suffragia

Dit is in essentie een vrij normale samenstelling van een getijdenboek en het is in grote lijnen ook de volgorde die we terugvinden in de Très Riches Heures.
Merk op dat de beeldcycli van Heraclius en van Johannes de Doper eindigen met een bladzijde in de originele stijl, met twee tekstkolommen. Dit toont aan dat men op die plaats de verluchting van het onderwerp wou uitbreiden door het tussenvoegen van respectievelijk twee en drie miniaturen. Dit is trouwens ook het geval met de cyclus van Gregorius de Grote, waar men het ontstaan van de litanie illustreert met vier afbeeldingen. De cycli van Catherina, Bruno, Hiëronymus en Paulus en Antonius echter houden geen verband met de gebeden die ervoor of erna kwamen en zijn dus specifiek toegevoegd om een beeldverhaal te kunnen schilderen.

## Verluchting
Alle miniaturen uit het handschrift kunnen bekeken worden op de blog The Art of Illumination rond de tentoonstelling van een groot deel van de miniaturen van de Belles Heures, die plaatsvond in The Metropolitan Museum of Art in New York in 2010. Deze tentoonstelling was ook nog zien in het J. Paul Getty Museum in Los Angeles in 2009, in het Valkhof in Nijmegen (in een beperkte versie) in 2005 en in het Louvre in Parijs in 2012. Na de tentoonstelling in het Louvre wordt het boek terug ingebonden.

### Artiesten
De Belles heures is het enige handschrift dat volledig door de Gebroeders Limburg werd verlucht. Paul, Herman en Johan waren in dienst van Filips de Stoute en werkten voor hem aan een Bible moralisée, die nu bewaard wordt in de BnF met inventaris nummer FR 166. Toen Filips stierf in 1404 werden ze aangetrokken door zijn broer Jean de Berry. Ze begonnen vrijwel onmiddellijk te werken aan de Belles heures en kregen, zoals hierboven al gezegd, een grote artistieke vrijheid bij het uitvoeren van hun opdracht. De Limburgs waren verantwoordelijk voor alle miniaturen. De tekstverluchting en margeversiering werd door andere kunstenaars uitgevoerd. De kunsthistorici hebben verwoede pogingen gedaan om het werk te personaliseren en de miniaturen toe te wijzen aan Paul, Herman of Johan maar tot op heden is men daar niet in geslaagd, toch niet met een algemene consensus.

### Tekstdecoratie
De eerste letter van elke nieuwe paragraaf is versierd. In totaal zijn er meer dan 2000 versierde initialen. Voor belangrijke paragrafen zijn de initialen 2 lijnen (of meer) hoog, in andere gevallen één lijn. Voor de versierde initialen gebruikte men meestal de kleuren rood, wit en blauw op een achtergrond van bladgoud. Het lichaam van de letter werd versierd met arabesken, rinceaux of geometrische patronen, de binnenruimte werd versierd met twijgen en blaadjes.
Als een lijn niet eindigde aan de rand van het tekstblok werd het blanco deel opgevuld met een lijnvuller. Meestal zijn dit gekleurde of gouden banden versierd met allerlei motieven, eveneens in de kleuren wit, blauw en rood. Als er niet voldoende plaats was voor een band, werd de plaats opgevuld met één enkel symbooltje. Bij het einde van een tekst werden daarentegen nooit lijnvullers gebruikt.

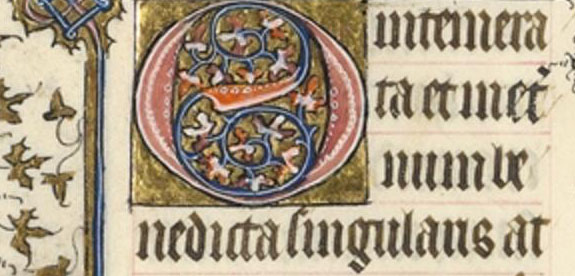
Voorbeeld van versierde initiaal
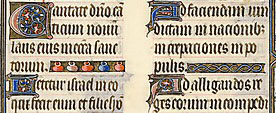
Voorbeeld van een lijnvuller

### Margedecoratie

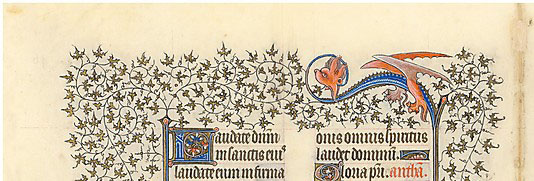
Voorbeeld van een draakje in de marge

De meest gebruikte marge bestaat uit een vrij dun dubbel kader dat de miniatuur of de tekst opzij en onderaan omsluit. In de hoeken vormen de lijnen van het kader een Keltische knoop of een boogje. Bovenaan gaat het kader frequent over in een langgerekt draakje. Uit het kader ontspruiten fijne ranken in S-vormige krullen die het ganse blad omkaderen en gouden of wit, rood of blauw gekleurde klimop blaadjes.
De marge decoratie van de eerste bladzijde van de Mariagetijden, folium 30 recto, is uniek in het ganse handschrift (zie de afbeelding bovenaan het artikel). Deze boord bestaat uit acanthus ranken op een ondergrond van ultramarijn. Tussen de ranken zien we musicerende engelen, profeten, beertjes en zwanen. Het geheel doet zeer Italiaans aan. De bijzondere versiering van deze pagina is begrijpelijk als men bedenkt dat dit de openingsbladzijde van het handschrift was (na de kalender) in de origineel geplande versie. Later kwam het Catherina verhaal ervoor.
Een tweede randdecoratie die minder voorkomt, bestaat uit een relatief brede band met weefpatronen of florale versiering, die de miniatuur of tekst opzij en onderaan omsluiten. Ook hier wordt de marge afgewerkt met wijnranken met blauwe, rode en gouden klimop blaadjes aan ranken die ontspruiten uit de verticale uiteindes van de banden.

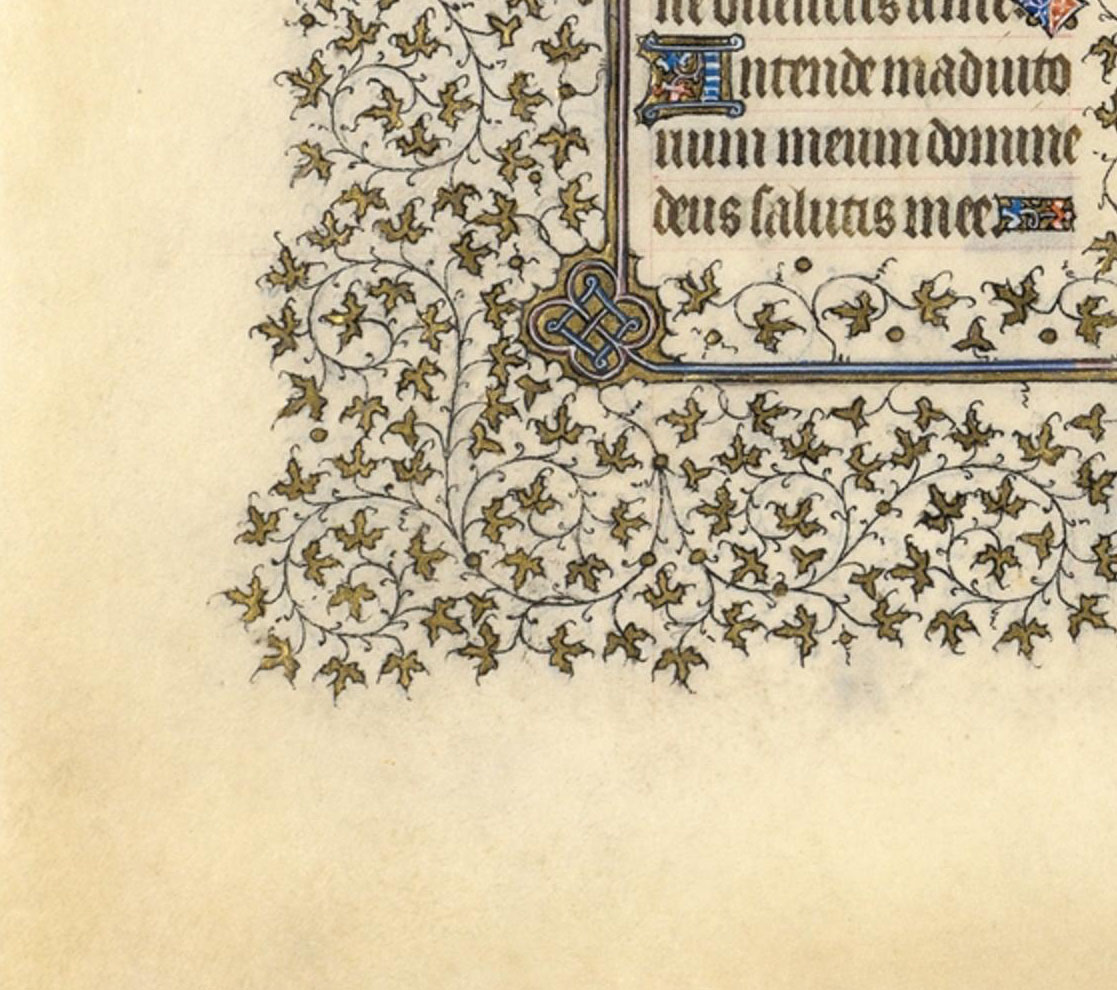
Voorbeeld van margedecoratie 1
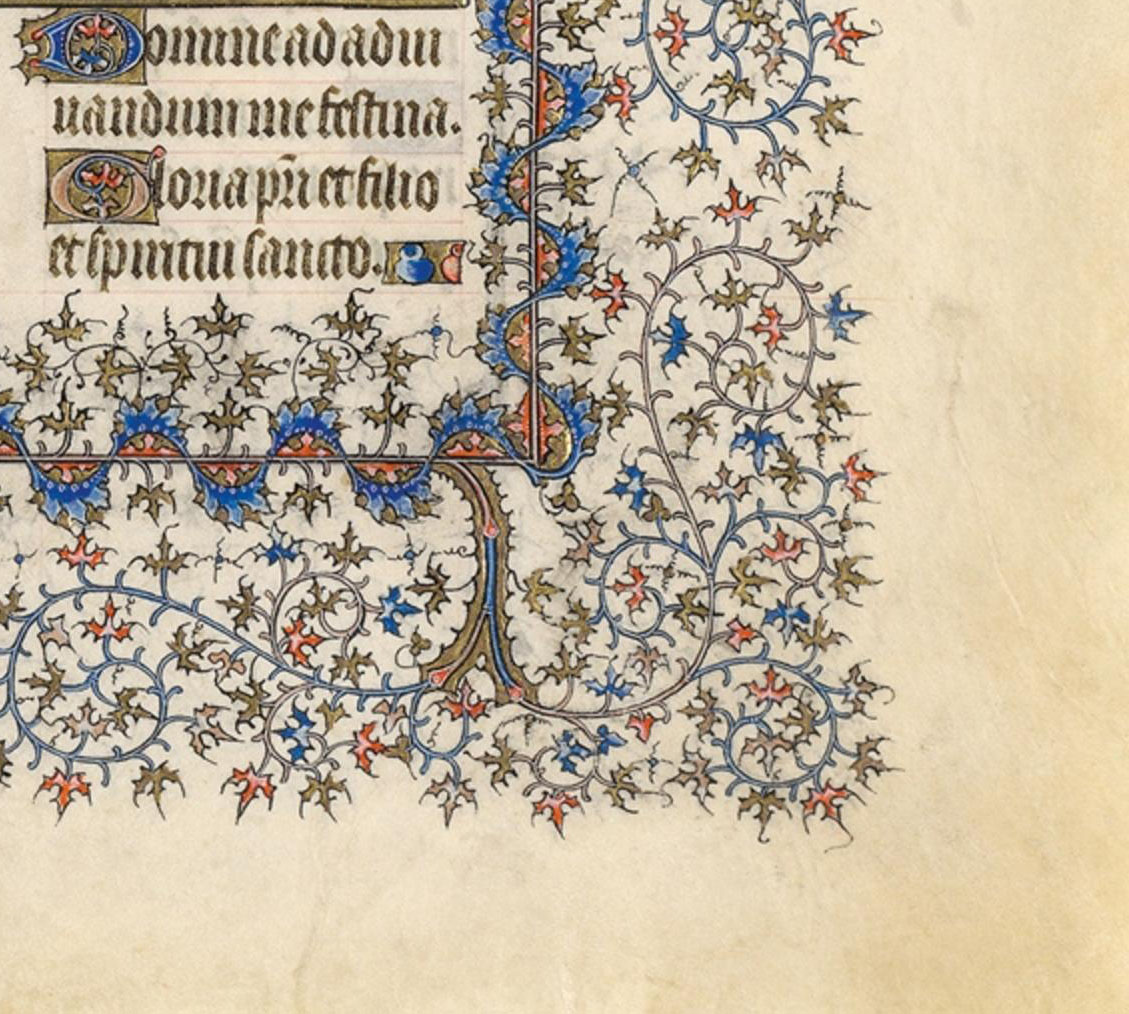
Voorbeeld van margedecoratie 2

### Miniaturen

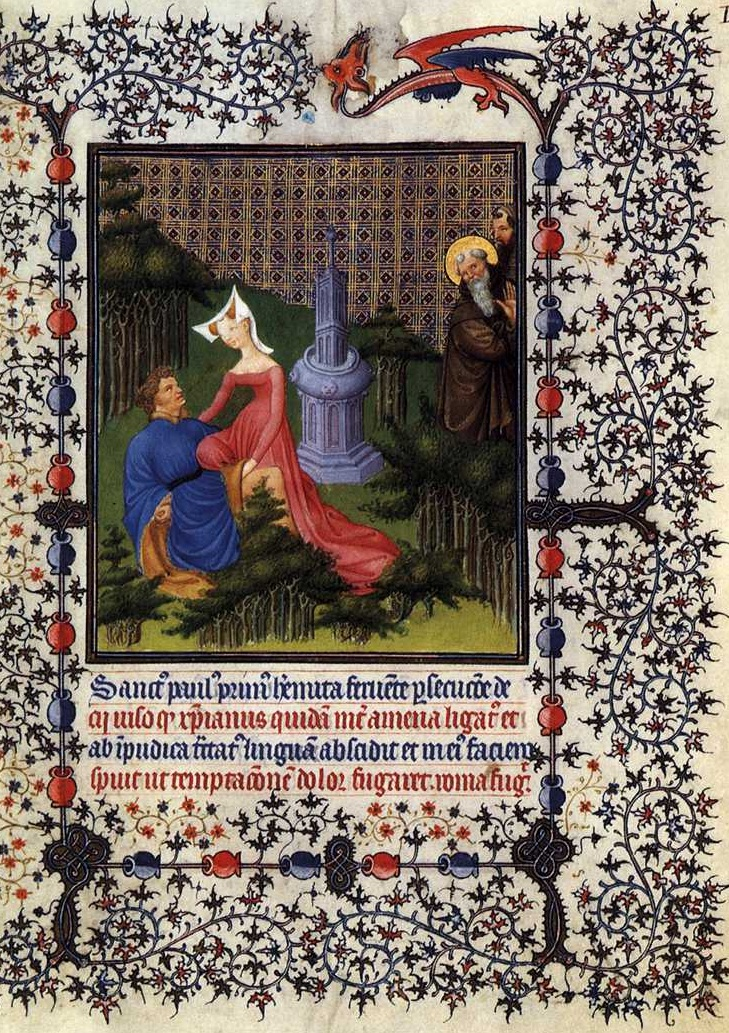
Belles heures, Gebroeders van Limburg, f191r, De bekoring van een christelijke jongeman.

Bij de miniaturen kunnen we ruwweg genomen drie types onderscheiden.
- Landschappelijke miniaturen: miniaturen waarin het landschap een belangrijke rol speelt. De gebroeders van Limburg proberen in dit type miniaturen, door het gebruik van een hoge horizon en figuren en voorwerpen waarvan de grootte is aangepast aan de afstand, diepte te creëren in het beeld. Deze miniaturen tonen dikwijls meerdere scènes tegelijkertijd. Een mooi voorbeeld van dit type kan men vinden op f191v: De heilige Antonius die op zoek is naar de kluis van Paulus. Let op de letterlijk rode zee. De grootte van de bomen vooraan is niet erg gelukt, maar de horizon ontbreekt hier volledig.
- Miniaturen in een interieur. Soms wordt het interieur in twee delen verdeeld om twee verschillende scènes af te beelden. Voorbeelden hiervan kan men vinden op f187v: de heilige Hiëronymus bij het vertalen van de Bijbel en op f59v: de moord op de onnozele kinderen.
- Miniaturen waar de afgebeelde personages het belangrijkst zijn en waar landschaps- of interieurelementen slechts een secundaire rol spelen. De details van het interieur of het landschap worden opgeofferd om meer nadruk te leggen op de personen die worden afgebeeld. Een miniatuur van dit type vindt men op f16r: de heilige Catherina in discussie met de geleerden van de keizer.

Het gebruikte type is afhankelijk van het te verluchten onderwerp en de drie types komen doorheen het ganse handschrift voor, ze zijn blijkbaar ook niet gebonden aan de productiefase waarin de miniatuur geschilderd werd. Het spreekt vanzelf dat dit geen strikte scheiding is, men kan miniaturen terugvinden die de drie types combineren, bijvoorbeeld f189r: de dood van Hiëronymus.

### Stijlkenmerken
Vooraleer de gebroeders van Limburg aan de Belles heures begonnen hebben ze nog drie miniaturen afgewerkt in de Très belles heures de Notre-Dame, dit werk kenden ze dus en was waarschijnlijk tijdens het werk aan de Belles heures voor hen toegankelijk. De Très belles heures de Notre-Dame gemaakt door onder meer  de Meester van het parement van Narbonne stond zonder twijfel model voor een aantal miniaturen in de Belles heures. De gevangenneming van Christus (f123v), de geseling (f132r) en de kruisdraging (f138v) zijn duidelijk verwant met de gelijknamige taferelen in de Très belles heures de Notre-Dame en op het Parament van Narbonne. Maar merkwaardig genoeg zijn ook de gelijknamige miniaturen in de Bible moralisée van Philips de Stoute, waar ze voordien aan werkten hiermee verwant dus blijkbaar kenden de broers de Très belles heures de Notre-Dame voor ze voor de duc de Berry werkten, waarschijnlijk via hun oom Jan Maelwael. Het model voor de Bijbel waar de broers aan werkten was een gelijknamige Bijbel gemaakt voor Jan II van Frankrijk tussen 1349 en 1352 en Jan Maelwael zou aan de tweede campagne van de verluchting van dit werk hebben meegewerkt.
De invloed van de Italiaanse kunst van het trecento is ook duidelijk herkenbaar in het werk van de gebroeders van Limburg. Een zeer bekend voorbeeld hiervan is de miniatuur van de Opdracht in de tempel in de Très riches heures die zeer herkenbaar verwijst naar het fresco van Taddeo Gaddi in de capella Baroncelli van de Sante Croce in Firenze. Maar ook de Visitatie en de Vlucht naar Egypte in de mariagetijden zijn qua ontwerp duidelijk schatplichtig aan de fresco’s van Giotto in de Capella degli Scrovegni in Padua.

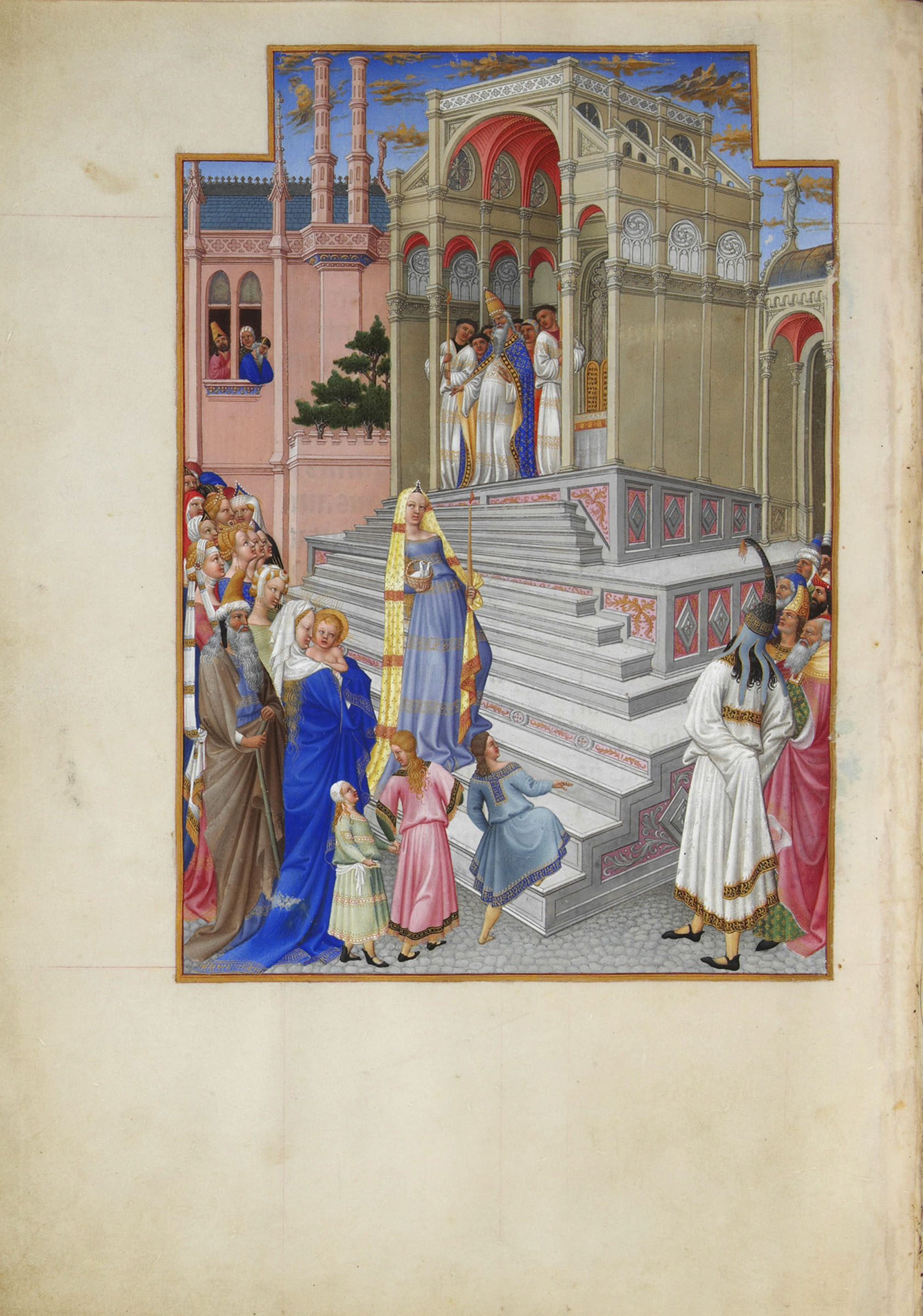
De gebroeders van Limburg, Très riches heures, f54v – De opdracht in de tempel of De zuivering van de Maagd.
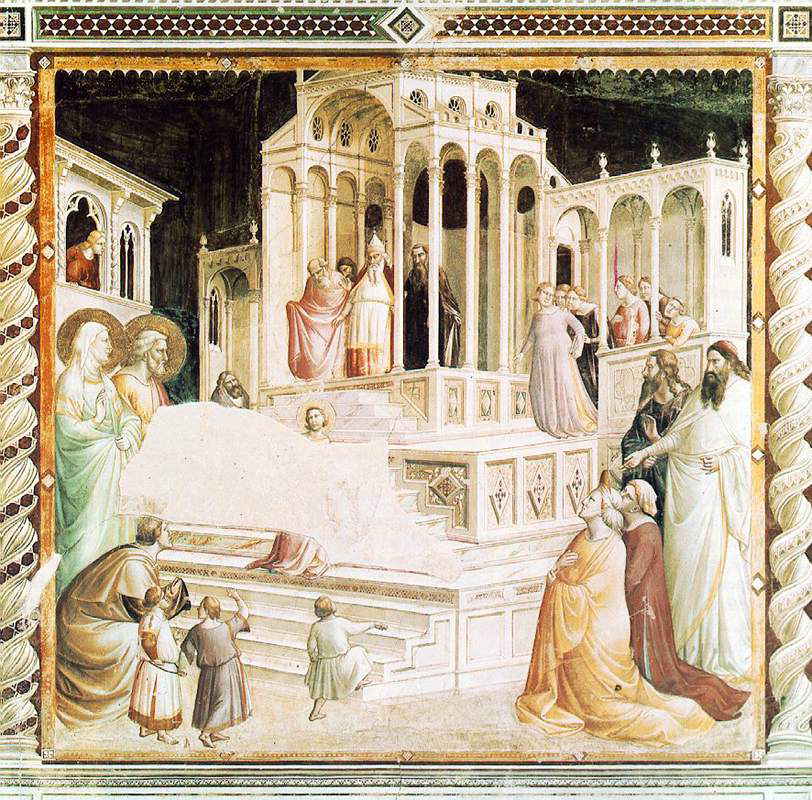
Taddeo Gaddi, capello Baroncelli Sante Croce Firenze, Vita della Vergine.
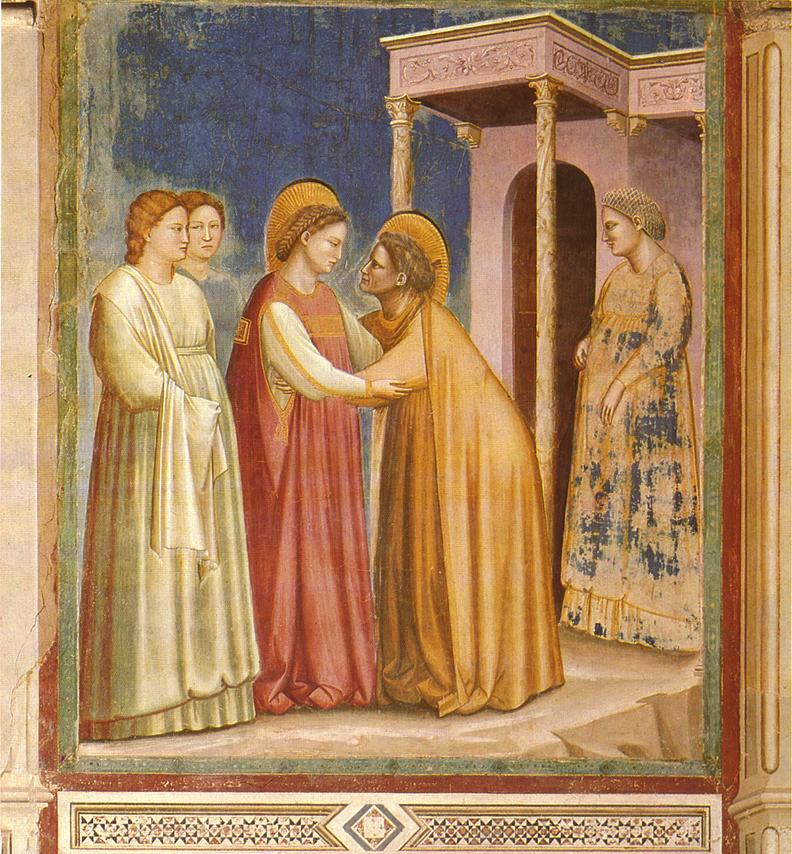
Giotto di Bondone, Capella degli Scrovegni, Visitatie. Vergelijk met f42v, Visitatie.
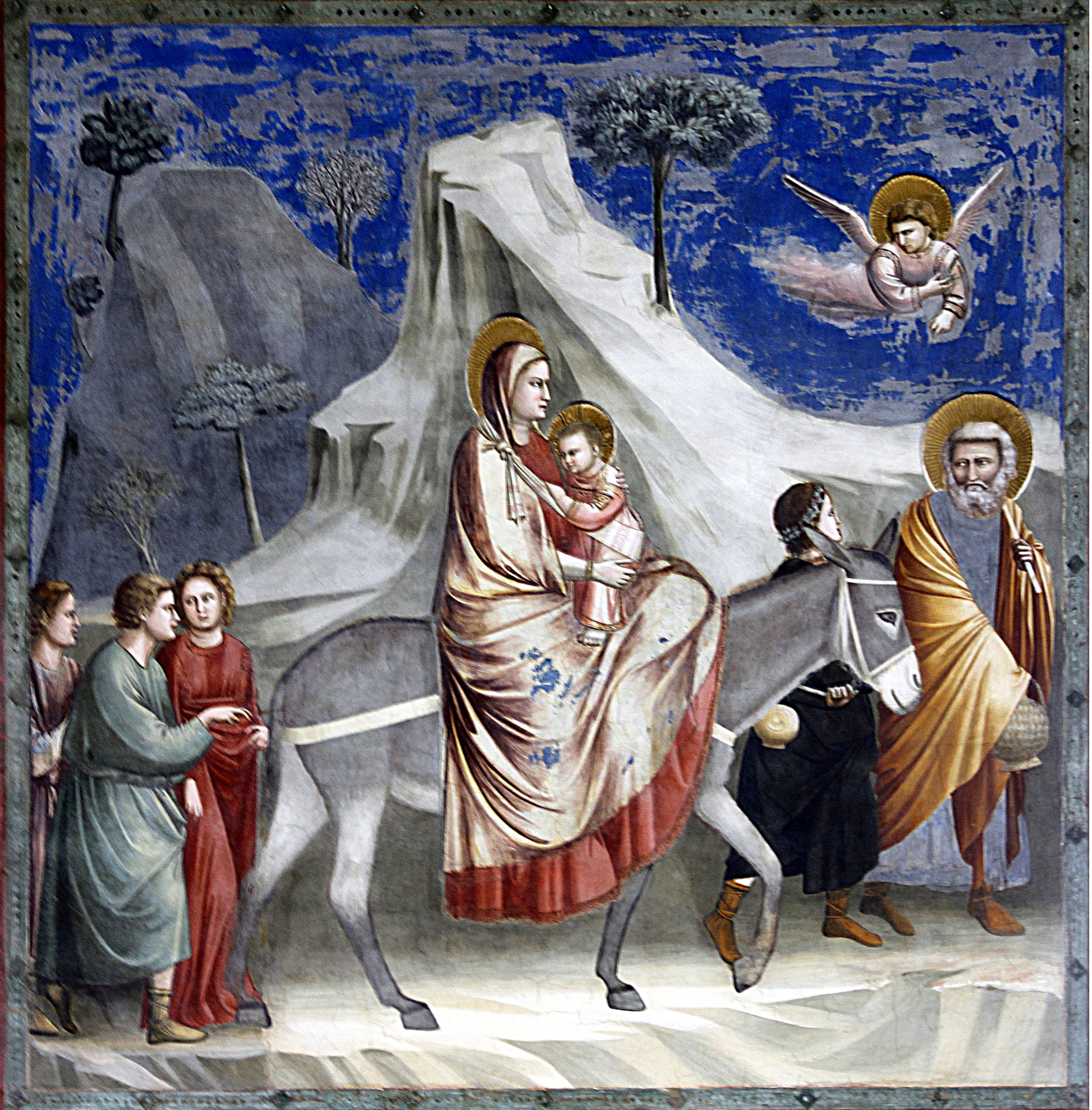
Giotto di Bondone, Capella degli Scrovegni, Vlucht naar Egypte. Vergelijk met f63r, Vlucht naar Egypte

Als de Limburg broers het Vlaamse realisme vertegenwoordigen, kan dit niet gezegd worden van het landschap dat zij gebruiken. In tegenstelling met hun tijdegenoot de Boucicaut-meester evolueren zij niet naar een landschap dat probeert het perspectief vanuit een gezichtspunt weer te geven. Integendeel, bij de gebroeders van Limburg heeft men dikwijls verschillende gezichtspunten op hetzelfde landschap, wat hen toelaat verschillende verhalen te vertellen in één miniatuur. Mooie voorbeelden hiervan zijn te vinden in de Paulus-Antonius cyclus. Dit landschapstype zullen ze trouwens verder zetten in de Très riches heures.
Men ziet in het handschrift ook duidelijk een evolutie in het vakmanschap van de verluchters. De Catherina cyclus, het laatste onderdeel dat werd verlucht, is duidelijk een van de best uitgevoerde en ontworpen verhalen van alle cycli in het handschrift, de miniaturen staan niet los van elkaar maar vertellen een samenhangend verhaal, wat men ook terug kan vinden in het ontwerp van de afbeeldingen. Niettemin zijn ook in de vroege stadia van de verluchting miniaturen te vinden die kwalitatief zeer hoogstaand zijn zoals de bewening van Christus op f149v en de prachtige vlucht naar Egypte op f63r. Alleszins tonen ze met dit werk hun artistiek kunnen op gebied van compositie, schildertechniek en de weergave van sfeer en emoties.

## Verluchtingsprogramma

### De kalender
De kalenderbladzijden zijn versierd met bovenaan een vierlobbig medaillon met een voorstelling passend bij de maand en onderaan een vierlobbig medaillon met het teken van de dierenriem van de maand. Januari en december hebben een margedecoratie van het tweede type, de andere maanden zijn versierd met marges van het eerste type. Men vindt de volgende voorstellingen terug:
- f2r: januari: een jongeman en een oude man rug tegen rug gezeten
- f3r: februari: een man die zich warmt aan een haardvuur
- f4r: maart: het onderhoud van de wijnstokken
- f5r: april: een man ruikend aan een bloem
- f6r: mei: de valkenjacht
- f7r: juni: het hooien
- f8r: juli: de graanoogst
- f9r: augustus: het dorsen van het graan
- f10r: september: het persen van de druiven
- f11r: oktober: het zaaien
- f12r: het voeden van de varkens met eikels
- f13r: het slachten van het varken

### De Mariagetijden
De cyclus gebruikt voor de verluchting van de Mariagetijden is de traditionele Vlaamse cyclus:
- f30r: metten, annunciatie
- f42v: lauden, visitatie
- f48v: priem, de geboorte van Christus
- f52r: terts, de aankondiging aan de herders
- f54v: sext, de aanbidding der wijzen
- f57r: none, de opdracht van Jezus in de tempel
- f59v: vespers, de moord op de onschuldige kinderen
- f63r: completen, de vlucht naar Egypte

Bijzonder is de toevoeging op f41r van een kleine miniatuur (een kolom breed en halve bladhoogte) van de heiligen Ambrosius en Agustinus ter inleiding van de kantiek “Te Deum”, die aan hen wordt toegeschreven.
Het katern met de Mariagetijden was waarschijnlijk het eerste van het handschrift dat verlucht werd. Husband zegt hierover dat het lijkt of de gebroeders van Limburg alle mogelijkheden van compositie en verhalende structuren hebben uitgeprobeerd, van statisch en beschouwend in de annunciatie over de harmonische eenvoud in de vlucht naar Egypte naar de verhalende structuur van de kindermoord.

### De boetepsalmen
Alle miniaturen in deze sectie zijn een halve kolom groot. Ze stellen scènes uit het leven van David voor.
- f66r: psalm 6: Een engel vernietigd de vijanden van David
- f66v: psalm 31: David offert een gouden relikwiehouder aan God
- f67v: psalm 37: De afbeelding is een woordelijk voorstelling van de tekst van de psalm: “… want uw pijlen zijn in mij gevestigd …”.
- f68v: psalm 50: David wordt de les gelezen door de profeet Nathan
- f70r: psalm 101: David verbergt zich in een grot voor Saul en bidt tot God
- f71v: psalm 129: David en een tweede persoon bidden tot god vanuit een grot, op het voorplan zien we een slapende man met een sleutel.
- f72r: psalm 142: David vlucht voor Absolom

### De passiegetijden
De passiegetijden zijn zeer rijkelijk verlucht. Voor de metten zijn er drie volblad miniaturen gebruikt en voor elk van de andere gebedsstonden twee. Dit is een zeer rijkelijke verluchting in vergelijking met de Mariagetijden. Dit is hoogst ongebruikelijk, de Mariagetijden zijn het sine qua non van een getijdenboek en altijd het meest uitbundig verluchte onderdeel.
In de passiegetijden vinden we de volgende afbeeldingen:
- f123r: Metten: Jezus in gebed in de olijfhof.

f123v: De gevangenneming van Christus.
f124r: Jezus voor Kaifas.
- f131v: Lauden: De bespotting van Christus.

f132r: De geseling van Christus.
- f135v: Priem: Christus voor Pilatus.

f136r:Pilatus stelt voor om Christus vrij te laten, maar het volk kiest Barabbas.
- f138r: Terts: Pilatus wast zijn handen om de schuld aan Jezus dood te ontkennen.

f138v: De kruisdraging.
- f141v: Sext: Christus wordt aan het kruis genageld.

f142r:Christus wordt gelaafd met een spons gedrenkt in azijn.
- f145r: None: De zijde van Christus wordt doorstoken met een lans.

145v: Christus sterft aan het kruis, een bijzondere miniatuur omdat de kunstenaar het verduisteren van de zon poogt weer te geven.
- f149r: Vespers: De kruisafname.

f149v: De bewening van Christus.
- f152r: Completen: De graflegging.

f152v: De soldaten van de Romeinse wacht slapend bij het graf van Christus.

### De beeldverhalen

#### Catherina
Het verhaal van Catherina gaat terug op de Legenda Aurea van Jacopo de Voragine. De gebruikte teksten gaan ook terug op dit werk.
Catherina was de dochter van koning Costus en koningin Sabinella. Ze was zeer intelligent en briljant opgevoed in de zeven vrije kunsten. Keizer Maxentius vaardigt een wet uit die iedereen verplicht de afgodsbeelden te aanbidden. Hierop gaat Catherina naar de keizer om hem op zijn fout te wijzen en hem de ware God van de christenen te openbaren. Als de keizer het in de discussie die ontstaat, moet afleggen tegen Catherina, roept hij 50 van de beste geleerden uit zijn rijk aan het hof om de discussie met Catherina voort te zetten. Tot zijn ontzetting worden zijn geleerden door Catherina overtuigd en bekeren ze zich tot het christendom. De keizer laat ze alle vijftig verbranden, maar hun haar en hun kleren bleven miraculeus ongedeerd. De keizer wil Catherina dan tot tweede vrouw nemen, maar ze weigert omdat zij de bruid van Christus wil zijn. De keizer laat Catherina daarop met schorpioenen geselen en in een duistere kerker opsluiten zonder voedsel of drank en gaat zelf op reis. In de kerker krijgt ze het bezoek van de keizerin en Porphyrius, die er getuige van zijn dat Catherina door de engelen verzorgd wordt. De beide vrouwen hebben een lang gesprek en de keizerin en Porphyrius bekeren zich tot het christendom. Als de keizer van zijn reis terug is laat hij Catherina de keuze, de marteldood sterven of zijn vrouw worden, uiteraard kiest Catherina voor de marteldood. Hij laat een rad bouwen met vier wielen, bezet met zagen en punten, waarvan twee wielen in de ene richting draaien en de andere twee in de tegenovergestelde richting. Met dit foltertuig wil hij Catherina laten verscheuren, maar die bidt tot Christus en die stuurt een engel om het rad te breken, waarbij vierduizend heidenen het leven laten. De keizerin die dit vanuit het paleis ziet gebeuren is nu helemaal overtuigd en scheldt de keizer uit voor zijn wreedheid, waarop die zijn vrouw laat martelen en onthoofden. Porphyrius, het hoofd van de keizerlijke wacht, heeft medelijden en begraaft het lijk van de keizerin. De volgende dag bekent Porphyrius aan de keizer dat ook hij christen geworden is samen met zijn soldaten en de keizer laat ze allen onthoofden. Ook Catherina wordt voor de ultieme keuze gesteld, blijft volharden en wordt op haar beurt onthoofd. De engelen namen haar lichaam mee naar de berg Sianï waar het begraven werd.
- f15r: Catherina in haar studievertrek
- f15v: Catherina weigert om de afgodbeelden te aanbidden, op die manier ingaande tegen het uitdrukkelijke bevel van keizer Maxentius die naar zijn raadgevers kijkt.
- f16r: Catherina weet de geleerden van Maxentius te overtuigen, die zich daarop bekeren. Maxentius veroordeelt hen tot de vuurdood, waarbij God uit de hemel toekijkt.
- f16v: Catherina wordt in de gevangenis geworpen
- f17r: Catherina wordt aan een zuil vastgebonden om haar te geselen.[23] Deze miniatuur zou volgens de Legenda Aurea voor de vorige moeten komen, Catherina werd eerst gegeseld met schorpioenen en daarna opgesloten in de kerker.
- f17v: Keizerin Faustina gaat Catherina bezoeken in de gevangenis. Daarbij is ze getuige van de verzorging van Catherina door engelen, waarop zij zich bekeert.
- f18r: De keizer kijkt toe hoe zijn vrouw onthoofd wordt omwille van haar bekering. Ook deze miniatuur zit op de verkeerde plaats, Faustina bekent pas haar bekering na de vernietiging van het rad.
- f18v: Engelen vernietigen het rad waarop Catherina moest ter dood gebracht worden. Op de miniatuur ziet men maar twee wielen in plaats van de vier die in de Lgenda Aurea vermeld worden.
- f19r: De keizer kijkt toe bij de terechtstelling van Porphyrius, de kapitein van de keizerlijke wacht, die Faustina begraven had en zich ook tot het christendom had bekeerd.
- f19v: Catherina wordt onthoofd op bevel van Maxentius
- f20r: Engelen brengen het stoffelijk overschot van Catherina naar de top van de berg Sinaï. Pelgrims zijn al op weg om bij haar relieken te bidden!

#### Gregorius de Grote
Ook dit verhaal komt uit de Legenda Aurea. Als in 590 de pest uitbrak in Rome was een van de eerste slachtoffers paus Pelagius II. Hij werd opgevolgd door Gregorius, die op de dag van zijn verkiezing een preek hield, waarin hij het volk van Rome opriep voor een processie en het bidden van de litanie, maar de plaag bleef voortduren. Dan organiseerde Gregorius een processie door de straten van Rome, waarbij de beeltenis van Maria werd meegedragen. Toen ze aankwamen bij het mausoleum van Hadrianus verscheen bovenaan de burcht de aartsengel Michaël die zijn zwaard in de schede stak, ten teken dat de straf van God voorbij was. Sindsdien noemde men het mausoleum de Engelenburcht.
- f73r: Gregorius de Grote, geïnspireerd door de Heilige Geest in de vorm van een duif, predikend voor een menigte van leken en geestelijken. Op de voorgrond ligt een slachtoffer van de pest.
- f73v: Gregorius leidt een processie uit de poorten van Rome; ook hier ziet men een stervend slachtoffer van de epidemie.
- f74r: Het einde van de epidemie, met de aartsengel Michaël die het straffende zwaard wegsteekt. Op de voorgrond worden nog slachtoffers begraven.
- f74v: Een processie van flagellanten

#### Bruno
De legende vertelt dat Diocres, kanunnik en professor aan de Sorbonne en bekend als een rechtschapen en devoot man, tijdens het lezen van het dodenofficie plots rechtveerde en uitschreeuwde dat hij door God was geoordeeld en verdoemd. Daarna viel hij terug neer en bleek inderdaad goed en wel dood. Sommige verhalen vertellen dat dit tot driemaal toe gebeurde. Bruno een leerling van Diocres, besloot daarop om zich terug te trekken als kluizenaar.
De werkelijkheid is een stuk prozaïscher. Bruno die gedurende ongeveer 20 jaar de kapittelschool van de kathedraal van Reims had geleid ging in confrontatie met de nieuw benoemde aartsbisschop van Reims, Manassès I de Gournay, die hij beschuldigde van simonie op het Concilie van Clermont in 1076. Manassès de Gourmay was benoemd en werd gesteund door Filips I van Frankrijk. Volledig gedesillusioneerd besloot Bruno dan om zich terug te trekken uit de wereld. Zijn oud-leerling en vriend, Hugo van Grenoble, brengt hem in 1084 naar de vallei van de Chartreuse waar hij de eerste vestiging van de kartuizers zal oprichten.
- f94r: De geleerde professor aan de Sorbonne Raymond Diocres gezeten achter een lessenaar met rondom hem zijn studenten die nota’s nemen of zaken bespreken.
- f94v: De dodenmis van Diocres
- f95r: Bij de begrafenis van Diocres herhaalt zich hetzelfde proces, Diocres komt recht en schreeuwt dat hij veroordeeld is.
- f95v: Bruno verlaat Parijs. Hij staat buiten de stadspoort en toont aan zijn volgelingen de kluizenaars in een grot, als voorafbeelding van het leven dat ze zullen gaan leiden.
- f96r: Bisschop Hugues de Châteauneuf van Grenoble heeft een visioen over Bruno en zijn zes volgelingen die eerstdaags zullen komen, waarbij hen ziet als zeven sterren.
- f96v: Bisschop Hugues ontvangt Bruno en zijn gezellen en zegt dat hij hen zal begeleiden naar de plaats waar zij hun klooster kunnen stichten.
- f97r: Bruno en zijn gezellen gaan binnen in La Grande Chartreuse.
- f97v: Het klooster van La Grande Chartreuse

#### Heraclius en het heilig kruis
Heraclius was van 5 oktober 610 tot 11 februari 641 de Oost-Romeinse, of beter gezegd Byzantijnse keizer. Hij was een van de belangrijkste Byzantijnse heersers en kan tegelijkertijd als laatste heerser van de late oudheid en eerste keizer van het Midden-Byzantijnse Rijk worden beschouwd. De door hem gestichte dynastie zou tot het jaar 711 regeren.
In 602 vielen de troepen van Khusro II Damascus en Jeruzalem aan en veroverden de relikwieën van het Heilige Kruis. In 622 onderneemt Heraclius een veldtocht tegen de perzen en in 629 worden bij een vredesverdrag alle bezette gebieden en het Heilig Kruis teruggeven (het terugbrengen van het Kruis is nog altijd een hoogdag voor de Orthodoxe Kerk).
Heraclius of Herakleios brengt het Heilig kruis terug naar Jeruzalem en de Legenda Aurea vertelt dat hij bij het binnenrijden van de stad op zijn paard wordt tegengehouden door een engel die hem zegt dat Christus op een ezeltje de stad binnenreed. Heraclius legt dan zijn statiegewaden af en gaat deemoedig te voet met het Heilig kruis de stad in.
- f156r: Heraclius komt aan in Jeruzalem met het heilig kruis, gezeten in een praalwagen. Deze afbeelding was gebaseerd op een medaille in de collectie van Jean de Berry. De poorten van de stad sluiten zich bij het naderen van de keizer.
- f156v: Heraclius draagt het kruis op zijn schouders door de stadspoort.
- f157r: Heraclius met een aantal personen uit zijn hofhouding(?) in gebed voor het met juwelen versierde Heilige Kruis. Deze miniatuur die ontegensprekelijk deel uitmaakt van de Heraclius cyclus heeft twee tekst kolommen zoals in de oorspronkelijke bladindeling van het handschrift. Merk op dat het kruis zo groot werd dat een uitstulping van de miniatuur in de bovenrand noodzakelijk was en daarbij werd het draakje in de margeversiering onthoofd.

#### Hiëronymus van Stridon
Dit verhaal is met twaalf miniaturen het grootste van de tussengevoegde beeldverhalen. Het vertelt het leven van Hiëronymus, weerom gebaseerd op de Legenda Aurea. Het verhaal wijkt sterk af van de historische feiten, zie het artikel Hiëronymus van Stridon.
De Legenda Aurea vertelt dat Hiëronymus als kind al studeerde in Rome en het Latijn, het Grieks en het Hebreeuws beheerste. Hij bestudeerde de klassieke schrijvers en filosofen zoals Tullius en Plato, maar krijgt een droom waarin hij daarvoor wordt gestraft (gegeseld) en belooft om zich voortaan nog uitsluitend met de heilige boeken bezig te houden. Als hij 29 is, wordt hij priester gewijd en aangesteld tot kardinaal. Jaloerse medebroeders verwisselen zijn habijt met een jurk waarmee hij bij de metten de kerk inkomt. In Constantinopel bezoekt hij Gregorius van Nazianze en trekt daarna als kluizenaar voor vier jaar de woestijn in waar hij door de duivel bekoord wordt (zie folio 186r). Hierna vestigt hij zich in een klooster in Bethlehem, waar op een avond een manke leeuw hem komt opzoeken. Hiëronymus geneest de leeuw door een doorn uit zijn voetzool te halen en de leeuw blijft bij hem en begeleid de ezel die dagelijks brandhout uit het bos gaat halen. Maar op een dag valt de leeuw in slaap en voorbijtrekkende kooplui nemen de ezel mee, vanaf die dag neemt de leeuw het werk van de ezel over. Enige tijd later kom er een karavaan voorbij en de leeuw herkent de ezel en gaat briesend achter de kooplui aan die bescherming zoeken in het klooster. Daarna vermeldt de Middelnederlandse vertaling dat Hiëronymus van paus Damasius de opdracht krijgt om de gebeden van de kerk te ordenen ( te “ordenieren”), maar wat hier bedoeld wordt is de vertaling van de Bijbel naar het Latijn de zogenaamde Vulgaat. Hiëronymus voelt zijn einde naderen en laat een graf maken naast de kribbe waarin Jezus zou gelegen hebben. Hij sterft als hij “96 jaar en zes maand oud was” (waarschijnlijk is hij ca. 73 jaar geworden).
- f183r: Hiëronymus die de klassieke filosofen bestudeert. Hiëronymus is als monnik gekleed op de vloer gezeten en luistert met andere studenten naar de uitleg van de leraar.
- f183v: Hiëronymus heeft een droom waarin hij door God veroordeeld wordt voor het bestuderen van de heidense auteurs en hij wordt door engelen gegeseld. Als hij wakker wordt zijn de littekens van de geseling nog te zien.
- f184r: Hiëronymus wordt door de paus als kardinaal aangesteld.
- f184v: Hiëronymus komt de kerk in voor de metten in vrouwenkleding
- f185r: Hiëronymus verlaat Constantinopel en neemt afscheid van Gregorius van Nazianze.
- f185v: Hiëronymus bezoekt het Heilig graf. Het graf wordt hier voorgesteld met de slapende soldaten zoals in de passiegetijden.
- f186r: Hiëronymus wordt bekoord door dansende meisjes. Dit is waarschijnlijk een referentie naar de bekoringen die hij moest doorstaan bij zijn verblijf in de woestijn.
- f186v: Hiëronymus verwijdert de doorn uit de poot van de leeuw die naar zijn klooster gekomen was voor hulp.
- f187r: De leeuw vindt de ezel terug die door kooplieden was gestolen. Het ganse verhaal van de ezel wordt in één miniatuur verteld.
- f187v: Hiëronymus bij het vertalen van de Bijbel
- f189r: De dood van Hiëronymus, in de achtergrond zien we hoe hij door engelen naar de hemel wordt gebracht.
- f189v: De begrafenis van Hiëronymus met zieken die genezen worden

#### Paulus en Antonius
Ook de verluchting en het verhaal van Paulus de heremiet en Antonius van Egypte zijn gebaseerd op de Legenda Aurea. Hieronder vindt u een korte samenvatting uit een Middelnederlandse versie van 1483.
De Legenda Aurea vertelt het verhaal van het vertrek van Paulus naar de woestijn iets meer expliciet dan wat de schilders hebben afgebeeld op f191r maar de essentie van het verhaal is hetzelfde: een christelijke jongeman wordt vastgebonden en tot seks gedwongen, hij bijt zijn tong af en spuwt die in het gezicht van het meisje. Het verhaal gaat verder met Antonius die aankomt in de woestijn en op zoek gaat naar Paulus. Hij wordt eerst de weg gewezen door een centaur. Daarna komt hij een sater met een geitenlichaam tegen die hem verklaart dat hij een afgod is in de wouden, maar uiteindelijk wordt hij bij Paulus gebracht door een wolf. Na enige aarzeling laat Paulus hem in zijn kluis en even later brengt een raaf een brood dat tweemaal zo groot was als de portie die normalerwijze dagelijks werd gebracht. Ze nuttigen de maaltijd en dan gaat Antonius naar zijn eigen cel, maar hij ziet hoe engelen de ziel van Paulus naar de hemel voeren. Hij gaat terug om Paulus te begraven en wordt daarbij geholpen door twee leeuwen die de kuil graven. Antonius ruilt zijn kluis voor een graftombe en het verhaal gaat verder met de talloze bekoringen van Antonius. Het vertelt onder meer dat hij aangevallen wordt door “duvelen in menigerhande gelikenissen van wilden beesten”. De Leganda Aurea gaat nog een hele tijd verder en allerlei uitspraken van Antonius worden te berde gebracht met onder andere de veroordeling van de Arianen. Uiteindelijk neemt hij afscheid van zijn broeders en sterft 105 jaar oud.
- f191r: Paulus is getuige van de bekoring van een christelijke jongeman door een vrouw. Zij gaat met haar hand onder zijn tuniek en hij bijt een stuk van zijn tong af en spuwt het in haar gezicht. Dit voorval zet Paulus ertoe aan zich terug te trekken als kluizenaar in de wildernis.
- f191v: Antonius is op zoek naar de kluis van Paulus (let op de “rode” zee).
- f192r: Antonius wordt de weg gewezen door een sater die wordt voorgesteld als een centaur maar met de hoeven en de beharing van een geit.
- f192v: Paulus en Antonius worden gevoed door een duif (de Heilige Geest), in de tekst is het een raaf die hen brood brengt. In de miniatuur lijkt het brood een hostie te zijn.
- f193r: De ziel van Paulus wordt door engelen naar de hemel gebracht
- f193v: Antonius begraaft het lichaam van Paulus en wordt daarbij geholpen door een paar leeuwen.
- f194r: De bekoring van Antonius wordt hier afgebeeld als Antonius die, liggend in een graf, wordt aangevallen door wilde dieren en een duivel.
- f194v: De dood van de heilige Antonius

#### Johannes de Doper
- f211r: Johannes in de wildernis met het Lam Gods met twee andere onbekende personen.
- f211v: Het doopsel van Christus door Johannes de Doper in de Jordaan
- f212r: Johannes wordt onthoofd: Salomé had aan Herodes het hoofd gevraagd als beloning voor haar dans, ze staat trouwens toe te kijken.
- f212v: Salome presenteert het hoofd van Johannes op het banket dat Herodes houdt. Iedereen schrikt, maar Herodias steekt het hoofd met een mes.

### Diversen
Diverse gebeden
| Sectie                                  | Fol.         | Type | Miniatuur |
| --------------------------------------- | ------------ | ---- | --- |
| Evangelies                              |              |      | |
|                                         | f22r         | ½ k  | Mattheus met een engel schrijvend aan zijn evangelie in een berglandschap                                                                                   |
|                                         | 23r          | ½ k  | Lucas met zijn os, schrijvend aan zijn evangelie in zijn studeervertrek                                                                                     |
|                                         | 23r          | ½ k  | Marcus met zijn symbool, de leeuw, schrijvend aan zijn evangelie in zijn studeervertrek                                                                     |
| Gebeden tot Maria                       | O Intemerata |      | |
|                                         | f26v         | ½ k  | De Heilige Maagd met kind, staande op de maansikkel bovenaan in de linkerkolom van de pagina.                                                               |
|                                         | f26v         | ½ k  | Keizer Augustus met de Tiburtijnse sibille, die hem het visioen van de maagd met haar kind aanwijst. De miniatuur bevindt zich onderaan in de rechterkolom. |
| Korte kruisgetijden                     |              |      | |
|                                         | f80r         | vb   | Kruisafname |
| Korte getijden van de heilige geest     |              |      | |
|                                         | f84r         | vb   | De neerdaling van de Heilige Geest met Pinksteren. |
| De vijftien vreugden van de maagd Maria |              |      | |
|                                         | f88r         | ½ k  | De hemelvaart van Maria bovenaan in de linker kolom. |
|                                         | f88r         | ½ k  | Onderaan in de rechter kolom: Koning David(?) en zijn gevolg in gebed.                                                                                      |
| Gebed tot de Drie-eenheid               |              |      | |
|                                         | f91r         | vk   | De hertog van Berry in gebed |
| Gebed tot de Drie-eenheid               |              |      | |
|                                         | f91v         | ½ k  | De hertogin van Berry in gebed |
| Gebed tot het Heilig Kruis              |              |      | |
|                                         | f93r         | vk   | Twee personen in een kerkgebouw bidden tot het kruis. Let op de tekst in het Middelfrans.                                                                   |
| Dodenofficie                            |              |      | |
|                                         | f99r         | vb   | Een begrafenisscène op een kerkhof. Deze miniatuur is moeilijk te verklaren, er zijn geen gelijkaardige afbeeldingen gekend.                                |
| Gebed voor reizigers                    |              |      | |
|                                         | f223v        | vb   | Jean van Berry, links in het rood, op reis met zijn gezelschap.                                                                                             |

Suffragia
| Fol.  | Type | Miniatuur |
| ----- | ---- | --- |
| f155r | ½ k  | De neerdaling van de Heilige geest op Maria en de apostelen, bovenaan in de linker kolom. |
| f155r | ½ k  | Onderaan in de rechter kolom: Een afbeelding van de Drie-eenheid. |
| f157v | ½ k  | Maagd met Kind |
| f158r | ½ k  | De aartsengel Michaël in wapenrusting een duivel vertrappend |
| f158v | ½ k  | Johannes de Doper met het Lam Gods |
| f159r | ½ k  | Johannes de evangelist met de gifbeker (met een slangetje) verwijzend naar de legende waar Johannes ongedeerd de gifbeker dronk om de kracht van de Heer te bewijzen.                                                                 |
| f159v | ½ k  | Petrus met de sleutels en Paulus met het zwaard van zijn martelaarschap |
| f160r | ½ k  | Andreas met zijn kruis (een zogenaamd andreaskruis) |
| f160v | ½ k  | Jacobus de Meerdere met pelgrimsstaf, beurs en pelgrimshoed. |
| f161r | vb   | De marteldood van de heilige Bartholomeus: op een tafel gebonden wordt hij levend gevild. |
| f162r | vb   | De steniging van de heilige Stefanus |
| f162v | ½ k  | De marteldood van Laurentius, hij wordt levend geroosterd |
| f163r | ½ k  | Het lijk van Vincentius wordt gevoerd aan de wilde dieren, maar een kraai door God gezonden houdt ze op afstand. |
| f163v | ½ k  | Clemens wordt aan een anker gebonden in zee geworpen |
| f164v | vb   | Eustacius zet zijn zonen een voor een over een rivier, maar terwijl hij terugkeert om de tweede zoon te gaan halen nadat hij de eerste heeft overgezet, worden ze allebei meegenomen door wilde dieren.                               |
| f165r | ½ k  | Christoffel draagt het kind Jezus op zijn schouder over een rivier en buigt door onder het gewicht van het kleine kind. |
| f165v | ½ k  | De marteldood van Sebastiaan |
| f166v | ½ k  | De marteldood van Dionysius van Parijs |
| f167r | vb   | Sint-Joris in gevecht met de draak |
| f168r | vb   | De heilige Nicolaas redt een schip van de ondergang |
| f169r | vb   | Sint-Maarten geeft de helft van zijn mantel aan een bedelaar. |
| f170r | vb   | Antonius van Padua laat een hagelstorm bedaren, die was veroorzaakt door een duivel om zijn prediking te storen. Hij verjaagt de duivel. Dit mirakel zou gebeurd zijn in Bourges, de hoofdplaats van het hertogdom van Jean de Berry. |
| f171r | vb   | Franciscus ontvangt de stigmata |
| f172r | ½ k  | Ambrosius van Milaan bij het dopen van drie kinderen. Waarschijnlijk heeft de kunstenaar zich hier vergist in de iconografie. Het dopen van drie Angelsaksische kinderen werd verteld over Gregorius.                                 |
| f172v | ½ k  | Augustinus ziet een verschijning van de vader met de gekruisigde Christus. |
| f173r | vb   | de heilige Lodewijk (Lodewijk IX van Frankrijk) voor Damietta tijdens zijn kruistocht in 1248. |
| f174r | vb   | Karel de Grote op zijn troon |
| f174v | ½ k  | Maurus die door Benedictus werd uitgestuurd om de benedictijnen in Frankrijk te stichten. |
| f175r | ½ k  | Benedictus in habijt met kromstaf. |
| f175v | ½ k  | Bernardus in habijt met kromstaf |
| f176v | ½ k  | Maria Magdalena wast de voeten van Christus en droogt ze met haar lange haren. |
| f177r | ½ k  | Margaretha komt ongeschonden uit een draak die haar verslonden had dankzij het kruis. |
| f178r | ½ k  | Agnes had zichzelf als bruid aan Christus beloofd. Haar vervolgers plaatsen haar in een bordeel en haar naaktheid wordt op miraculeuze wijze verborgen door haar dat over gans haar lichaam groeit.                                   |
| f178v | vb   | De marteldood van Ursula en de elfduizend maagden |
| f179r | ½ k  | De marteldood van Agatha, haar borsten worden afgerukt |
| f179v | ½ k  | De onthoofding van de heilige Lucia |
| f180r | ½ k  | De marteldood van Cecilia, ze werd onthoofd nadat een bad in kokend water haar blijkbaar niet deerde. |
| f181r | ½ k  | De heilige Geneviève met een kandelaar die de duivel probeert uit te blazen terwijl haar bewaarengel het vlammetje beschermd. |

Missen
| Sectie                      | Fol.  | Type | Miniatuur |
| --------------------------- | ----- | ---- | --- |
| Mis voor Kerstmis           | f195r | ½ k  | Het kerstgebeuren |
| Mis voor Pasen              | f198r | ½ k  | De opstanding van Christus uit het graf |
| Mis voor Hemelvaartsdag     | f199v | ½ k  | De hemelvaart van Christus met Maria en de apostelen als toeschouwer.                                                                                  |
| Mis voor Pinksteren         | f202r | ½ k  | Misviering op Pinksteren |
| Mis voor Drievuldigheidsdag | f204r | ½ k  | Genadestoel |
| Mis voor Sacramentsdag      | f205v | ½ k  | Elevatie van de hostie tijdens de misviering |
| Mis voor het Heilig Kruis   | f207v | ½ k  | Twee personen geknield voor een altaar met een kruis met doornenkroon                                                                                  |
| Mis voor de maagd Maria     | f209r | ½ k  | Madonna met Kind en twee engelen |
| Mis voor Petrus en Paulus   |       |      | |
|                             | f215r | vb   | De dood van Simon de tovenaar |
|                             | f215v | vb   | De marteldood van Petrus en Paulus |
| Mis voor Allerheiligen      | f218r | vb   | De heiligen in de hemel, met centraal Maria met het Kind, boven hen de Heilige Geest en God de Vader en rondom hen de scharen van Engelen en heiligen. |
| Mis voor Allerzielen        | f221r | vb   | Het koor van een kerk tijdens het dodenofficie |